# كونزو مارتن
كونزو مارتن (بالإنجليزية: Cuonzo Martin)‏ مواليد 23 سبتمبر 1971 في إلينوي، هو مدرب كرة سلة أمريكي ولاعب سابق. بدأ مسيرته الاحترافية في سنة 1995. تم اختياره من قبل فريق أتلانتا هوكس خلال الدرافت. يبلغ طوله 6 قدم 6 بوصة (2.0 م). اعتزل اللعب في 1998.

## المسيرة الاحترافية
لعب مع فانكوفر جريزليز في موسم 1995–1996، ثم لعب مع ميلووكي باكز في سنة 1997، ثم لعب مع إس إس فليتشي سكاندون في الدوري الإيطالي في موسم 1997–1998.

## روابط خارجية
- كونزو مارتن على موقع إن بي أي (الإنجليزية)
- كونزو مارتن على موقع سبورتس رفرنس (الإنجليزية)
- كونزو مارتن على موقع كلية كرة السلة في سبورتس رفرنس.كوم (الإنجليزية)
- كونزو مارتن على موقع ريلجم (الإنجليزية)
- كونزو مارتن على موقع بروبوليرز (الإنجليزية)
- كونزو مارتن على موقع كلية كرة السلة في سبورتس رفرنس.كوم (الإنجليزية)